# Тениз (Северо-Казахстанская область)
Тениз (каз. Теңес) — упразднённое село в Тайыншинском районе Северо-Казахстанской области Казахстана. Входило в состав Чермошнянского сельского округа. Исключено из учётных данных в 2024 году.
Код КАТО — 596069800.

## Население
В 1999 году население села составляло 93 человека (51 мужчина и 42 женщины). По данным переписи 2009 года, в селе проживало 25 человек (12 мужчин и 13 женщин).